# Хриб-над-Рибчами
Хриб-над-Рибчами (словен. Hrib nad Ribčami) — поселення в общині Моравче, Осреднєсловенський регіон, Словенія. 
Висота над рівнем моря: 479,2 м.